# Біла Весь (Лодзинське воєводство)
Біла Весь (пол. Biała Wieś) — село в Польщі, у гміні Біла-Равська Равського повіту Лодзинського воєводства.
Населення — 74 особи (2011).
У 1975-1998 роках село належало до Скерневицького воєводства.

## Демографія
Демографічна структура станом на 31 березня 2011 року:
|          | Загалом | Допрацездатний вік | Працездатний вік | Постпрацездатний вік |
| -------- | ------- | ------------------ | ---------------- | -------------------- |
| Чоловіки | 37      | 10                 | 18               | 9                    |
| Жінки    | 37      | 7                  | 22               | 8                    |
| Разом    | 74      | 17                 | 40               | 17                   |